# 'Ndrina Facchineri
I Facchineri sono una storica 'ndrina che opera a Cittanova sin dalla fine dell'Ottocento.
Si occupano di estorsioni, gestione di attività commerciali e traffico di droga.
Hanno propaggini in Puglia, Umbria e Lazio.
In passato gestivano anche il traffico di eroina ed erano dediti al sequestro di persona.

## Storia
Nel 1916 vengono processate 20 persone appartenenti al gruppo di Giuseppe Facchineri alla Gran Corte delle Calabrie.

### La faida degli anni '70 e i rapporti con la banda della Magliana a Roma
Negli anni sessanta scoppia la prima faida fra i Facchineri-Varone(alleati ai Marvaso e Monteleone) e i Raso, gli Albanese, i Gullace e i De Raco.
I primi sono sostenuti anche dagli Avignone e i secondi dai Ligato-Pesce e i Piromalli.
Il tutto nasce il 23 marzo 1964 con l'omicidio di Domenico Geraci strettamente legato ai Facchineri. Il mandante dell'omicidio è Rocco Ligato, Capobastone che negli anni '60 e '70 che comandava e controllava tutto il territorio cittanovese, a questo primo assassinio si risponde con l'omicidio di Antonio Albanese.
Nel 1970 viene ucciso Celestino Gullace e fino al 1980 si susseguono altri 32 omicidi.
La faida si conclude con la sconfitta dei Facchineri, ed infatti molti elementi appartenenti a questa 'ndrina si trasferiscono in altri paesi calabresi o addirittura in altre regioni d'Italia (Umbria, Toscana, Liguria, Piemonte, Lombardia e Valle d'Aosta).
È noto che esponenti dei Facchineri a Roma hanno avuto contatti con Enrico Nicoletti, tesoriere della Banda della Magliana.

### San Giorgio Morgeto e la nuova faida
A San Giorgio Morgeto i Facchineri si alleano con i Valente (Giffone)-Mercuri-Ferraro (Melicucco) e poi con i Sorbara (San Giorgio) e i Ladini (Cinquefrondi) e in questo paese crescono d'importanza.
Il 7 luglio 1987 vengono uccise a Cittanova Francesco Raso, Raffaele Albanese, Rocco Catalano, Girolamo Bruzzì e Giovanni Avignone appartenenti ai clan Raso-Albanese-Gullace. Si riapre la faida.
Tra il 1987 e il 1991 il bilancio della faida e di 27 morti e 9 tentati omicidi.
In questa seconda fase i Facchineri-Varone riescono a conquistare parte del territorio cittanovese.
Nel 1990 viene messo in onda sulla Rai lo sceneggiato televisivo Un bambino in fuga ispirato a Domenico Facchineri, un ragazzino di 16 anni che si trova coinvolto in mezzo a una faida tra due famiglie e di Carmela Guerrisi, la zia che cerca di sottrarre il figlio dalle logiche di vendetta che una faida comporta.
L'avvocato Angelo Bruzzese chiese alla Rai la sospensione delle puntate della miniserie perché avrebbero potuto risvegliare umori sopiti e danneggiare lo stesso Domenico e la madre.

### Anni 2000
Dal 2000 in poi sembra che le 'ndrine rivali siano in un periodo di pace ed entrambi gli schieramenti gestiscono le attività illecite della zona.
- Il 1º settembre 2002 viene arrestato a Cannes il boss Luigi Facchineri.[8][9][10]
- Il 2 dicembre 2007 la DIA di Genova sequestra ai Facchineri immobili dal valore di 1,5 milioni di euro.[11]
- Il 4 agosto 2009 si costituisce a Milano Vincenzo Facchineri.[3]

### Anni 2010
- Il 1º marzo 2012 il Gico e la Guardia di Finanza eseguono 23 ordinanze di custodia cautelare a presunti esponenti dei Facchineri e a un carabiniere accusati di riciclaggio di denaro, usura, estorsione, truffa e corruzione.[12]
- Il 9 ottobre 2013 i carabinieri di Lucca arrestano 13 persone di cui alcune riconducibili ai Facchineri a Lucca, e Pistoia, accusati di gestire il traffico di droga locale, associazione a delinquere per estorsioni e detenzione illegale di armi.[13]
- Il 6 marzo 2018 in contrada Longo a Cittanova viene arrestato dai Carabinieri Girolamo Facchineri latitante dal 2016 accusato di associazione mafiosa nonché reo di aver favorito a sua volta la latitanza di Giuseppe Crea e Giuseppe Ferraro.[14][15][16]
- 17 luglio 2019: operazione Altanum dei Carabinieri contro la cosca Facchineri.[17][18]

### Anni 2020
- 25 ottobre 2021: operazione Atto Finale contro i Facchineri.[19][20][21]
- 23 maggio 2022: operazione dei carabinieri contro la cosca Facchineri a Cittanova (RC), con esecuzione misure cautelari per associazione mafiosa ed estorsione nei confronti di 5 soggetti, tra cui Salvatore Facchineri e Domenico Facchineri. [22][23]

## Capibastone
- Rocco Ligato, primo capobastone nella prima faida di Cittanova, chiamato anche l'uomo dagli occhi di ghiaccio per il suo sguardo agghiacciante. Venuto a conoscenza di una grave malattia, dopo otto anni di latitanza si costituisce ai carabinieri;[24]
- Luigi Facchineri (1947-20 febbraio 1991), presunto capobastone ucciso nella seconda faida di Cittanova;[25]
- Luigi Facchineri (1966), capobastone arrestato; prese parte alla seconda faida di Cittanova;
- Domenico Facchineri, latitante arrestato in Costa Azzurra nel 1993;[26]
- Vincenzo Facchineri, fratello di Luigi; si è costituito il 4 agosto 2009 dopo 3 mesi di latitanza. Già a 11 anni ebbe una condanna a 10 anni di carcere per traffico di droga (eroina e cocaina). Operò illecitamente a Cesano Boscone;[27]
- Domenico Facchineri, arrestato;
- Michele Facchineri (1936-2011), detto Il papa, padre di Luigi Facchineri (1966), morto per cause naturali, protagonista della faida di Cittanova.[7]